# RIAJ Digital Track Chart
Der RIAJ Digital Track Chart (jap. RIAJ有料音楽配信チャート; RIAJ Yūryō Ongaku Haishin Chāto) war ein Musik-Chart in Japan. Er wurde im April 2009 von der Recording Industry Association of Japan (kurz RIAJ) gegründet. Im Gegensatz zu den Oricon-Charts wurden hier nur Handy-Downloads registriert. Der Service wurde am 27. Juli 2012 eingestellt.

## Geschichte
Die RIAJ begann im August 2006, digitale Downloads für Auszeichnungen zu zertifizieren. Zu dieser Zeit brachte man eine monatliche Charts heraus, die Reco-kyō Chart hieß (レコ協チャート; offiziell eigentlich Yūryō Ongaku Haishin Chart (有料音楽配信チャート)). Die Charts zählten die meistverkauften Klingeltöne (Chaku-Uta). Allerdings wurde der Betrieb im März 2009 eingestellt und durch das Chaku-Uta Full Chartssystem ersetzt, dass auch RIAJ Digital Track Chart genannt wird.

## Methodik
Die Chartwoche lief von Mittwoch bis Dienstag; jeden Freitag um 11 Uhr (japanischer Zeit) wurden die Zahlen aktualisiert. Das erste Nummer eins Lied in den Charts war It's All Love! von Kumi Kōda mit ihrer Schwester Misono.
Erst gab die RIAJ Quellen von den Anbietern Dwango, Mora, Mu-Mo, music.jp und Recochoku an. Am 19. Februar 2010 kündigte die RIAJ an, dass sie von weiteren neun Anbietern, inklusive von Oricon Me, Quellen bekommen würden und somit 14 Anbieter als Quelle nutzen.

## Rekorde
Nur vier internationale Künstler haben es in die Top 10 der Charts geschafft: Michael Jackson mit Thriller (#7 im Juni 2009, direkt nach seinem Tod), Backstreet Boys mit Straight Through My Heart (#4 im September 2009) und Lady Gaga feat. Beyoncé mit Telephone (#5 im April 2010).

## Lieder mit den meisten Wochen auf der Höchstplatzierung
| Aufenthalt | Interpret (alphabetisch geordnet)                           | Lied                              |
| ---------- | ----------------------------------------------------------- | --------------------------------- |
| 4 Wochen   | Che’Nelle                                                   | Believe                           |
| 4 Wochen   | Greeeen                                                     | Haruka                            |
| 4 Wochen   | Mr. Children                                                | Inori: Namida no Kidou            |
| 3 Wochen   | AKB48                                                       | Flying Get                        |
| 3 Wochen   | Exile                                                       | Motto Tsuyoku                     |
| 3 Wochen   | Hilcrhyme                                                   | Daijōbu                           |
| 3 Wochen   | Hilcrhyme                                                   | Shunkashūtō                       |
| 3 Wochen   | Infinity 16 Welcomez Wakadanna from Shōnan no Kaze & Jay'ed | Tsutaetai Koto ga Konna Aru no ni |
| 3 Wochen   | Juju                                                        | Kono Yoru o Tomete yo             |
| 3 Wochen   | Juju mit Jay'ed                                             | Ashita ga Kuru Nara               |
| 3 Wochen   | Kara                                                        | Go Go Summer!                     |
| 3 Wochen   | Kaoru to Tomoki, Tamani Mook                                | Maru Maru Mori Mori!              |
| 3 Wochen   | Kana Nishino                                                | Best Friend                       |
| 3 Wochen   | Kana Nishino                                                | If                                |
| 3 Wochen   | Kana Nishino                                                | Kimi Tte                          |
| 3 Wochen   | Kana Nishino                                                | Watashitachi                      |
| 2 Wochen   | AKB48                                                       | Heavy Rotation                    |
| 2 Wochen   | AKB48                                                       | Kaze wa Fuiteiru                  |
| 2 Wochen   | AKB48                                                       | Give Me Five!                     |
| 2 Wochen   | Ayumi Hamasaki                                              | Sunrise: Love Is All              |
| 2 Wochen   | Exile                                                       | Futatsu no Kuchibiru              |
| 2 Wochen   | Exile                                                       | I Wish for You                    |
| 2 Wochen   | Exile                                                       | Yasashii Hikari                   |
| 2 Wochen   | Fuyumi Sakamoto                                             | Mata Kimi ni Koi Shiteru          |
| 2 Wochen   | Hilcrhyme                                                   | Loose Leaf                        |
| 2 Wochen   | Jamonsa feat. Jay'ed & Wakadanna                            | Nanika Hitotsu                    |
| 2 Wochen   | Kaela Kimura                                                | Butterfly                         |
| 2 Wochen   | Kana Nishino                                                | Aitakute Aitakute                 |
| 2 Wochen   | Kana Nishino                                                | Distance                          |
| 2 Wochen   | Kana Nishino                                                | Motto...                          |
| 2 Wochen   | Kana Nishino                                                | Sakura, I Love You?               |
| 2 Wochen   | Kana Uemura                                                 | Toilet no Kamisama                |
| 2 Wochen   | Kumi Kōda                                                   | Ai wo Tomenaide                   |
| 2 Wochen   | Masaharu Fukuyama                                           | Hatsukoi                          |
| 2 Wochen   | Mika Nakashima                                              | Always                            |
| 2 Wochen   | Mr. Children                                                | Kazoe Uta                         |
| 2 Wochen   | Namie Amuro                                                 | Love Story                        |
| 2 Wochen   | Shota Shimizu x Miliyah Katō                                | Forever Love                      |